# SHR (オペレーティングシステム)
SHR（過去名:Stable Hybrid Release）とはOpenEmbeddedとFSOフレームワークをベースにしたコミュニティー主導型のスマートフォン用Linuxディストリビューションである。いくつかの違ったグラフィカルツールキットがGTK+、Qtで作成できる。

## システム要件
現行の安定版ではないテストリリース版がOpenmoko開発のARMアーキテクチャ搭載のNeo 1973とFreeRunnerに搭載されていて、現時点ではHTC Dream、HTC HD2、Nokia N900、Palm Preに移植されている。

## 搭載ソフトウェア
以下のソフトウェアがデフォルトでプリインストールされている。
- アドレス帳: contacts
- 電話機能: Dialer
- SMS機能: Messages
- ウェブブラウザ: Midori
- インスタントメッセージ: Pidgin
- 端末: Almquist (ash)
- メディアプレーヤー: MPlayerフロントエンドであるintone
- 地図・GPSビューア: FoxtrotGPS. 対応地図:
  - OpenStreetMap (OSM)
  - OpenCycleMap
  - Google マップ
  - Google Maps / Satellite view
  - maps-for-free （Google Mapsを使用している無料の地形レイヤー）